# Bideford
Bideford è un paese di 14 599 abitanti della contea del Devon, in Inghilterra.